# Gerstaeckerus luteofasciatus
Gerstaeckerus luteofasciatus is een keversoort uit de familie zwamkevers (Endomychidae). De wetenschappelijke naam van de soort werd in 1940 gepubliceerd door Maurice Pic.